# Jerrick Harding
Jerrick Deontre Harding (Wichita, Kansas, 13 de abril de 1998) es un baloncestista estadounidense que pertenece a la plantilla del BC Rytas de la LKL lituana. Con 1,85 metros de estatura, juega en la posición de escolta.

## Trayectoria deportiva

### Universidad
Es un jugador formado en el Wichita Southeast High School de su ciudad natal en Wichita, Kansas. En 2016, ingresa en la Universidad Estatal de Weber de Ogden (Utah), donde disputa 4 temporadas de la NCAA con los Weber State Wildcats. 

#### Estadísticas
| Año     | Equipo      | PJ  | PT | MPP  | %TC  | %3P  | %TL  | RPP | APP | ROB | TPP | PPP  |
| ------- | ----------- | --- | -- | ---- | ---- | ---- | ---- | --- | --- | --- | --- | ---- |
| 2016–17 | Weber State | 32  | 7  | 17.6 | .497 | .405 | .859 | 1.8 | .8  | .6  | .2  | 9.3  |
| 2017–18 | Weber State | 31  | 31 | 32.9 | .530 | .425 | .882 | 3.4 | 1.7 | 1.1 | .2  | 22.0 |
| 2018–19 | Weber State | 30  | 29 | 33.9 | .471 | .366 | .870 | 3.4 | 1.4 | 1.7 | .4  | 21.4 |
| 2019–20 | Weber State | 29  | 28 | 34.0 | .488 | .328 | .863 | 2.9 | 2.2 | 1.0 | .1  | 22.2 |
| Total   | Total       | 122 | 95 | 29.4 | .497 | .372 | .869 | 2.9 | 1.5 | 1.1 | .2  | 18.6 |

### Profesional
Tras no ser drafteado en 2020, el 4 de agosto de 2020 firma su primer contrato profesional con el Basketball Nymburk de la Národní Basketbalová Liga.
En la temporada 2021-22, Harding disputa 37 partidos entre la NBL checa y la Basketball Champions League. En 23,7 minutos fue capaz de anotar 19 puntos por partido, capturar 3,4 rebotes y repartir 2,5 asistencias.
El 19 de julio de 2022, firma con el Bàsquet Manresa de la Liga Endesa por dos temporadas. El 18 de marzo de 2023 logró 41 puntos ante el Real Betis, la quinta mejor anotación en la liga ACB en lo que va de siglo XXI.
El 12 de julio de 2023, firma por el Bàsquet Club Andorra de la Liga Endesa.
El 27 de julio de 2025 firmó con el Rytas Vilnius de la Liga de Baloncesto de Lituania (LKL) y la Basketball Champions League.